# Casa Piñol
La Casa Piñol (en catalán: Casa Pinyol) es un edificio modernista del arquitecto Pere Casillas y Tarrats en la localidad de Reus, Tarragona. El edificio está situado en la plaza del Mercadal y hace esquina con la calle de las Galanas. Popularmente se la conoce como Piñol. La Casa Piñol fue proyectada en 1910.

## Arquitectura
Es un edificio singular de planta baja y tres pisos. La planta baja está dedicada a comercios. La fachada se organiza simétricamente siguiendo tres ejes verticales. Al piso principal, el balcó corrido establece una continuidad entre las dos fachadas, mientras que a los otros pisos se disponen diferentes vacíos y balcones formando simetría axial. La decoración se concentra a los enmarcamientos de los balcones, y especialmente el remate del edificio, donde se reproduce un esquema decorativo de formas arquitectónicas de grandes proporciones, acompañadas de ornamentaciones florales y con una zona central óvalo con las iniciales del propietario, T.P., que singularizan el edificio.
La fachada de la planta baja ha sido reformada y alterada en su totalidad para aplacar granito pulido y modificar los vacíos primitivos. Aparecen elementos decorativos de carácter modernista en el frontón, en los dinteles y en las cornisas de la fachada. En el interior, hay varios menajes de decoración en los techos, la carpintería, el pavimento y los alicatados. Las barandillas de los balcones son de hierro forjado de sección bombeada y el de la planta principal es un balcó corrido que hace de nexo de unión de las fachadas que dan a las dos calles. Es interesante la puerta de madera de la escala de vecinos, de doble batiente, decorada con un trabajo sencillo e interesando de dibujos florales modernistas. El vestíbulo de la entrada conserva un arrimador cerámico modernista.

## Historia
El comerciante Tomàs Piñol, que fue socio fundador de la "Sociedad Manicomio de Reus", promotora del Instituto Pere Mata, encargó a Pere Casillas, en 1910, la reforma de una casa en la plaza del Mercadal como vivienda. El almohadillado de piedra que se conserva en parte en la planta baja de la fachada del nuevo edificio era de la antigua casa existente.